# 奥尔格
奥尔格（法語：Horgues，法語發音：[ɔʁɡ]）是法国上比利牛斯省的一个市镇，位于该省中部偏西北，属于塔布区。

## 地理
奥尔格（43°11'17"N, 0°5'18"E）面积4.49 平方千米，位于法国奧克西塔尼大區上比利牛斯省，该省份为法国西南部内陆省份，北至热尔省，西接大西洋比利牛斯省，南与西班牙接壤，东临上加龙省。
与奥尔格接壤的市镇（或旧市镇、城区）包括：拉卢贝尔、莫梅尔、奥多斯、萨勒阿杜尔、苏斯。

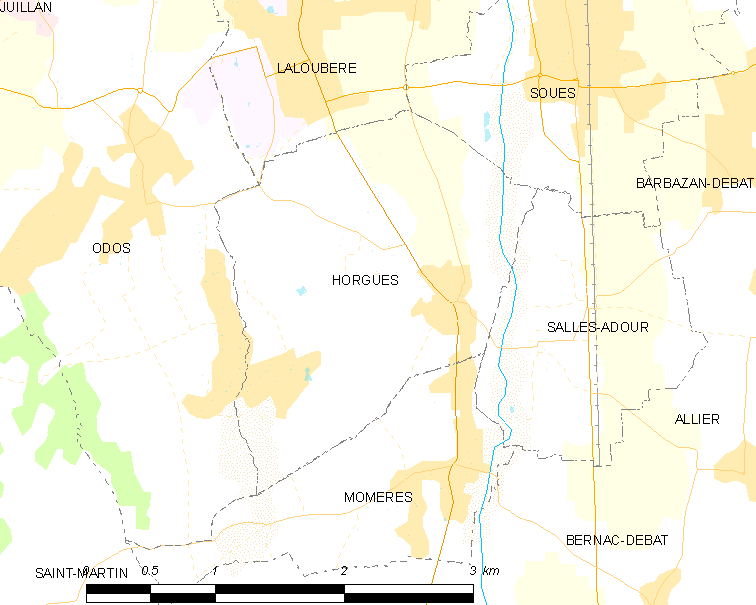
奥尔格的OSM定位图

奥尔格的时区为UTC+01:00、UTC+02:00（夏令时）。

## 行政
奥尔格的邮政编码为65310，INSEE市镇编码为65223。

## 政治
奥尔格所属的省级选区为中阿杜尔县。

## 人口

1962-2008年间奥尔格人口变化图示

奥尔格于2022年1月1日时的人口数量为1201人。